# Egipatski arapski
Egipatski arapski (egipatskogovorni arapski, donjoegipatski arapski, masri, massry; normal egyptian arabic; ISO 639-3: arz), arapski jezik kojim u Egiptu govori 52 500 000 ljudi (2006), i oko 1 490 000 po drugim državama: Irak, Izrael, Jordan, Kuvajt, Libija, Saudijska Arabija, Sirija, Ujedinjeni Arapski Emirati i Jemen..
Najviše se govori u području delte Nila gdje ima nekoliko dijalekata. U Egiptu nacionalni jezik. Pismo: latinica.

## Vanjske poveznice
- Egipatska wikipedija
- Ethnologue (14th)
- Ethnologue (15th)